# Abandonnement
Abandonnement is een economische term uit het verzekeringswezen.
Het houdt in dat er afstand gedaan wordt door de verzekeringsnemer van de verzekerde zaak en dat deze overgedragen wordt aan de verzekeraar tegen gelijktijdige betaling van de verzekerde som.
In de praktijk wordt de mogelijkheid tot het doen van abandonnement in de meeste verzekeringen drastisch beperkt of uitgesloten omdat deze waarborgvorm voor verzekeringsmaatschappijen te veel onzekerheden inhoudt omdat de zaak in kwestie vaak wisselend van executiewaarde is.